# Laura Mañá
Laura Mañá née le 12 janvier 1968 à Barcelone, Catalogne, Espagne est une réalisatrice de cinéma, actrice et scénariste espagnole.

## Biographie
Elle a vécu à Paris plusieurs années, elle parle le français. Elle est mariée à l'acteur français Éric Bonicatto.

## Filmographie
Elle accorde une grande importance dans ses films aux femmes en général et à leur contribution à l'histoire espagnole en particulier. Elle a ainsi réalisé un téléfilm sur Frederica Montseny, ministre de la seconde République espagnole.

### Comme réalisatrice et scénariste

#### Cinéma
- 1997 : Paraules (court métrage)
- 2000 : Sexo por compasión : prix Sant Jordi de la meilleure première œuvre[3]
- 2003 : Palabras encadenadas
- 2005 : Morir en San Hilario[4]
- 2010 : Ni dios, ni patrón, ni marido
- 2010 : La vida empieza hoy
- 2020 : Je t'aime, imbécile ! (Te quiero, imbécil)
- 2021 : Frederica Montseny, la dona que parla
- 2022 : Un novio para mi mujer

#### Télévision
- 2011 : Clara Campoamor, la mujer olvidada (téléfilm)
- 2012 : Concepción Arenal, la visitadora de cárceles (téléfilm)
- 2021 : Frederica Montseny, la dona que parla (téléfilm)

### Comme actrice
- 1991 : Lolita al desnudo
- 1994 : La Lune et le Téton (La Teta y la luna)
- 1994 : La pasión turca de Vicente Aranda
- 1994 : 75 centilitres de prière, court métrage de Jacques Maillot
- 1995 : Pizza Arrabbiata
- 1996 : Troubles (Strangers) : Margarite
- 1997 : Dobermann_(film)
- 2004 : L'Enfer des loups (Romasanta)
- 2005: Abuela de verano
- 2008 : Ah, c'était ça la vie ! de Franck Apprederis (TV)
- 2014 : Les Petits Meurtres d'Agatha Christie saison 2, épisode "Le Crime ne paie pas" : Dolorès